# FA Cup 1892/93

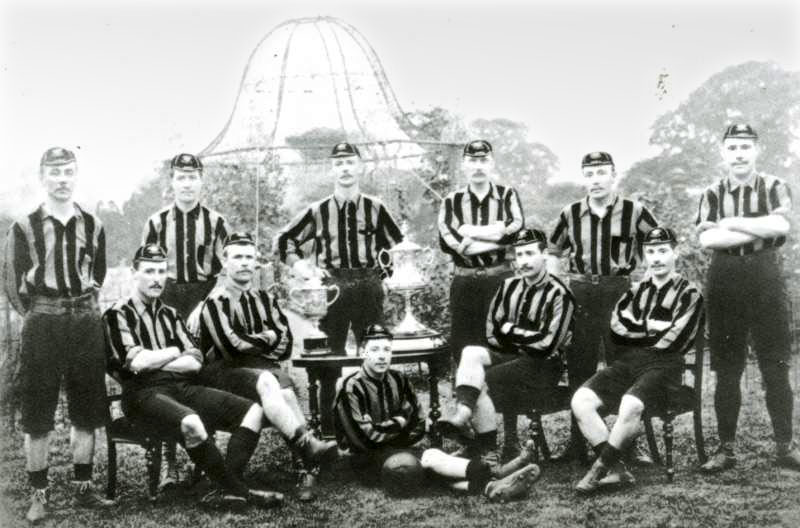
Die Siegermannschaft der Wolverhampton Wanderers (1893).

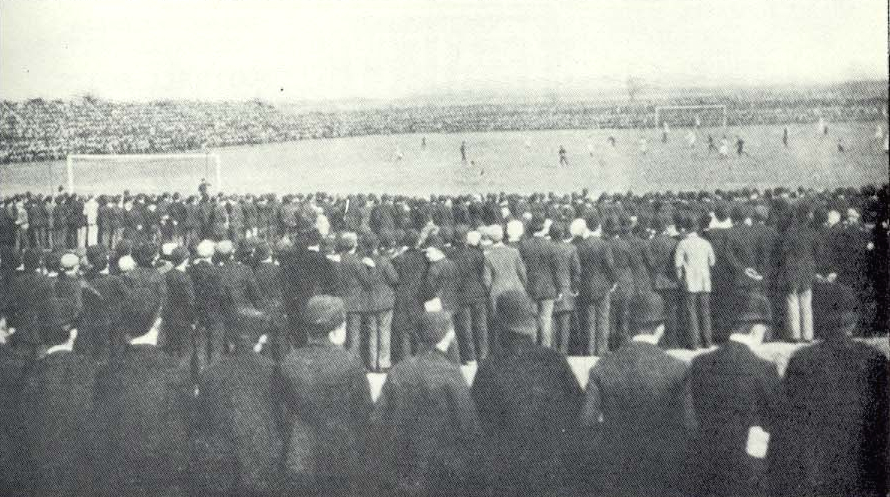
Fotografie aus dem FA-Cup-Finale 1893.

Der FA Cup 1892/93 war die 22. Austragung des The Football Association Challenge Cup (meist als FA Cup bekannt).
Der Pokalwettbewerb startete mit der Qualifikation zwischen dem 22. September 1892 und dem 31. Dezember 1892 sowie anschließend mit der ersten Hauptrunde ab dem 21. Januar 1893. Sie endete mit dem Finalspiel im Fallowfield Stadium in Manchester am 25. März 1893 vor einer Kulisse vor offiziell 45.000 Zuschauern (mit Schätzungen bis zu 60.000 Zuschauern). Sieger des Wettbewerbs wurden zum ersten Mal die Wolverhampton Wanderers. Unterlegener Finalist war der FC Everton.

## Wettbewerb

### Erste Hauptrunde
| Datum           |                   | Ergebnis |                          |
| --------------- | ----------------- | -------- | ------------------------ |
| 21. Januar 1893 | FC Accrington     | 2:1      | FC Stoke                 |
| 21. Januar 1893 | Blackburn Rovers  | 4:0      | Newton Heath             |
| 21. Januar 1893 | FC Blackpool      | 1:3      | Sheffield United         |
| 21. Januar 1893 | Bolton Wanderers  | 1:1      | Wolverhampton Wanderers  |
| 21. Januar 1893 | FC Burnley        | 2:0      | Small Heath              |
| 21. Januar 1893 | FC Darwen         | 5:4      | Aston Villa              |
| 21. Januar 1893 | FC Everton        | 4:1      | West Bromwich Albion     |
| 21. Januar 1893 | Grimsby Town      | 5:0      | FC Stockton              |
| 21. Januar 1893 | FC Loughborough   | 1:2      | Northwich Victoria       |
| 21. Januar 1893 | FC Marlow         | 1:3      | Middlesbrough Ironopolis |
| 21. Januar 1893 | Newcastle United  | 2:3      | FC Middlesbrough         |
| 21. Januar 1893 | Nottingham Forest | 4:0      | Casuals FC               |
| 21. Januar 1893 | Notts County      | 4:0      | FC Shankhouse            |
| 21. Januar 1893 | Preston North End | 9:2      | Burton Swifts            |
| 21. Januar 1893 | The Wednesday     | 3:2      | Derby County             |
| 21. Januar 1893 | AFC Sunderland    | 6:0      | Woolwich Arsenal         |

#### Wiederholungsspiele
| Datum           |                         | Ergebnis |                  |
| --------------- | ----------------------- | -------- | ---------------- |
| 28. Januar 1893 | Wolverhampton Wanderers | 2:1      | Bolton Wanderers |
| 30. Januar 1893 | Derby County            | 1:0      | The Wednesday    |
| 2. Februar 1893 | The Wednesday           | 4:2      | Derby County     |

### Zweite Hauptrunde
| Datum           |                          | Ergebnis |                    |
| --------------- | ------------------------ | -------- | ------------------ |
| 4. Februar 1893 | FC Accrington            | 1:4      | Preston North End  |
| 4. Februar 1893 | Blackburn Rovers         | 4:1      | Northwich Victoria |
| 4. Februar 1893 | FC Darwen                | 2:0      | Grimsby Town       |
| 4. Februar 1893 | FC Everton               | 4:2      | Nottingham Forest  |
| 4. Februar 1893 | Middlesbrough Ironopolis | 3:2      | Notts County       |
| 4. Februar 1893 | Sheffield United         | 1:3      | AFC Sunderland     |
| 4. Februar 1893 | The Wednesday            | 1:0      | FC Burnley         |
| 4. Februar 1893 | Wolverhampton Wanderers  | 2:1      | FC Middlesbrough   |

### Dritte Hauptrunde
| Datum            |                         | Ergebnis |                          |
| ---------------- | ----------------------- | -------- | ------------------------ |
| 18. Februar 1893 | Blackburn Rovers        | 3:0      | AFC Sunderland           |
| 18. Februar 1893 | FC Everton              | 3:0      | The Wednesday            |
| 18. Februar 1893 | Preston North End       | 2:2      | Middlesbrough Ironopolis |
| 18. Februar 1893 | Wolverhampton Wanderers | 5:0      | FC Darwen                |

#### Wiederholungsspiel
| Datum            |                          | Ergebnis |                   |
| ---------------- | ------------------------ | -------- | ----------------- |
| 25. Februar 1893 | Middlesbrough Ironopolis | 0:7      | Preston North End |

### Halbfinale
Die ersten beiden Spiele wurden am 4. März 1893 und die Wiederholungsspiele am 16. März 1893 und 20. März 1893 ausgetragen.
|                         | Ergebnis |                   | Ort        |
| ----------------------- | -------- | ----------------- | ---------- |
| Wolverhampton Wanderers | 2:1      | Blackburn Rovers  | Nottingham |
| FC Everton              | 2:2      | Preston North End | Sheffield  |

#### Wiederholungsspiele
|            | Ergebnis |                   | Ort       |
| ---------- | -------- | ----------------- | --------- |
| FC Everton | 0:0      | Preston North End | Sheffield |
| FC Everton | 2:1      | Preston North End | Blackburn |

### Finale
| Wolverhampton Wanderers                                    | Wolverhampton Wanderers | FC Everton | FC Everton |
| ---------------------------------------------------------- | --- | --- | ---------- |
| Wolverhampton Wanderers                                    | \| Finale \| \| Samstag, 25. März 1893 in Manchester (Fallowfield Stadium) \| \| Ergebnis: 1:0 (0:0) \| \| Zuschauer: 45.000 (offiziell) / 60.000 (geschätzt) \| \| Schiedsrichter: C. J. Hughes \| \| Spielbericht \| | \| Finale \| \| Samstag, 25. März 1893 in Manchester (Fallowfield Stadium) \| \| Ergebnis: 1:0 (0:0) \| \| Zuschauer: 45.000 (offiziell) / 60.000 (geschätzt) \| \| Schiedsrichter: C. J. Hughes \| \| Spielbericht \| | FC Everton |
| Wolverhampton Wanderers                                    | William Rose – Dickie Baugh, George Swift – Billy Malpass, Harry Allen, George Kinsey – Robert Topham, David Wykes, Joe Butcher, Harry Wood, Arthur Griffin Cheftrainer: Jack Addenbrooke                              | Richard Williams – Bob Howarth, Bob Kelso – Dickie Boyle, Johnny Holt, Alec Stewart – Alex Latta, Patrick Gordon, Alan Maxwell, Edgar Chadwick, Alf Milward Cheftrainer: Dick Molyneux                                 | FC Everton |
| Wolverhampton Wanderers                                    | 1:0 Harry Allen (60.) | | FC Everton |
| Finale                                                     | | |            |
| Samstag, 25. März 1893 in Manchester (Fallowfield Stadium) | | |            |
| Ergebnis: 1:0 (0:0)                                        | | |            |
| Zuschauer: 45.000 (offiziell) / 60.000 (geschätzt)         | | |            |
| Schiedsrichter: C. J. Hughes                               | | |            |
| Spielbericht                                               | | |            |